# Juliaca
Juliaca este un oraș din Peru. În 2007 avea 225.146 de locuitori.